# Тестико
Тестико (итал. Testico) — коммуна в Италии, располагается в регионе Лигурия, в провинции Савона.
Население составляет 224 человека (2008 г.), плотность населения составляет 22 чел./км². Занимает площадь 10 км². Почтовый индекс — 17020. Телефонный код — 0182.
Покровителями коммуны почитаются святые апостолы Пётр и Павел, празднование 29 июня.

## Демография
Динамика населения:

## Администрация коммуны
- Официальный сайт: